# 박옥진
박옥진(한국 한자: 朴玉珍, 1934년 10월 22일 ~ 2004년 9월 30일)은 대한민국의 국악인으로 여성국극의 개척자이다.
전남 진도 출신으로 김연수에게 판소리와 창극을 사사했다. 1946년 조선창극단에서《논개》,《호동왕자》에 출연하고 1953년 삼성국악단에 입단, 1958년 임춘앵여성국극단에 입단하여《해님달님》에 출연했다. 1960년 송죽여성국극단에 입단했다. 1962년 별국악단 단장을 지냈다. 2004년 9월 30일 지병인 간암으로 별세했다.